# リトー
リトー (Ritho) はアーサー王伝説に登場する巨人である。

## 『ブリタニア列王史』
ジェフリー・オブ・モンマスの『ブリタニア列王史』によると、リトーは自分が殺した王たちのひげで毛皮の外套をつくり、アーサー王にすみやかに自分のひげをはぎ取って自分に差し出すように命じた。しかしアーサーは戦いでリトーを倒したという。

## 他作品でのリヨン王
フランス語圏のアーサー王伝説に登場するライエンス（またはリヨン）はこの巨人と同一人物ではないかと考えられている。クレティアン・ド・トロワの遺作『聖杯の物語』の冒頭には、この巨人は群島王リヨン（Ryon）として名前が挙がるだけであるが、13世紀の散文『マーリン続編』ではリヨン（Rion）王としてアーサー王の敵役の1人として重要な役割を演じる。